# Tropidurus bogerti
Tropidurus bogerti — вид ігуаноподібних ящірок родини Tropiduridae. Ендемік Венесуели.

## Поширення і екологія
Tropidurus bogerti є ендеміком гори Ауянтепуй в штаті Болівар. Вони живуть у відкритих кам'янистих заростях на вершині тепуя. Зустрічаються на висоті від 1700 до 2200 м над рівнем моря.